# Albanija na Pjesmi Eurovizije
Albanija se prvi put na Eurosongu pojavila 2004.Najbolji plasman je imala 2012. godine.

## Predstavnici
- 2004.: Anjeza Shahini | The Image of You (Tvoja slika) | 7. mjesto (finale)
- 2005.: Ledina Celo | Tomorrow I Go (Sutra odlazim) | 16. mjesto (finale)
- 2006.: Luiz Ejlli | Zjar i Ftonte (Vruće, hladno) | 14. mjesto (polufinale)
- 2007.: Aida & Frederik Ndoci | Hear My Plea (Slušaj moju molbu) | 17. mjesto (polufinale)
- 2008.: Olta Boka | Zemrën E Lamë Peng (Mi smo založili srca) | 17. mjesto (finale)
- 2009.: Kejsi Tola | Carry Me in Your Dreams (Odvedi me u svoje snove) | 17. mjesto (finale)
- 2010.: Julijana Pasha | It's All About You (Sve je zbog tebe)| 16.mjesto (finale)
- 2011.: Aurela Gace | Feel the Passion (Osjeti strast)| 14.mjesto (polufinale)
- 2012.: Rona Nishliu  | Suus (Lično) | 5.mjesto (finale)
- 2013.: Adrijan Ljuljđuraj i Bljedar Sejko | Identitet | 15.mjesto (polufinale)
- 2014.: Hersi | One Night's Anger (Jednonoćni bijes) | 15.mjesto (polufinale)
- 2015.: Elhaida Dani | I'm Alive (Ja sam živa) | 17.mjesto (finale)
- 2016.: Eneda Tarifa | Fairytale (Bajka) | 16.mjesto (polufinale)
- 2017.: Lindita | World (Svijet) | 14.mjesto (polufinale)
- 2018.: Eugent Bushpepa | Mall (Čežnja) | 11.mjesto (finale)
- 2019.: Jonida Maliqi | Ktheju Tokes |(Vratite se kući) | 17.mjesto (finale)
- 2020.: Arilena Ara | Fall from the Sky | (Pad s nebesa) | natjecanje je otkazano
- 2021.: Anxhela Peristeri | Karma | (Karma) |

## Glasačka povijest
Albanija je dala najviše bodova sljedećim državama.
| Mjesto | Država              | Bodovi |
| ------ | ------------------- | ------ |
| 1.     | Grčka               | 193    |
| 2.     | Turska              | 113    |
| 3.     | Sjeverna Makedonija | 113    |
| 4.     | Bosna i Hercegovina | 75     |
| 5.     | Italija             | 53     |

Albanija je dobila najviše bodova od sljedećih država.
| Mjesto | Država              | Bodovi |
| ------ | ------------------- | ------ |
| 1.     | Sjeverna Makedonija | 157    |
| 2.     | Grčka               | 148    |
| 3.     | Švicarska           | 111    |
| 4.     | Hrvatska            | 75     |
| 5.     | Crna Gora           | 64     |